# Pied violet
Lepista personata, Lepista saeva · Tricholome sinistre
Espèce
Le pied-violet (Lepista personata, syn. Lepista saeva), est une espèce de champignons basidiomycètes de la famille des Tricholomataceae.
Le champignons doit son nom à la coloration violet vif de son pied lorsqu'il est jeune, qui se décolore avec l'âge et lui fait alors mériter son autre qualificatif de tricholome sinistre. C'est un champignon assez répandu en Europe, qui pousse dans l'herbe et forme souvent des ronds de sorcières. Il est tout aussi comestible, voire meilleur, que le pied-bleu auquel il ressemble, mais n'est pas cultivé.

## Taxinomie

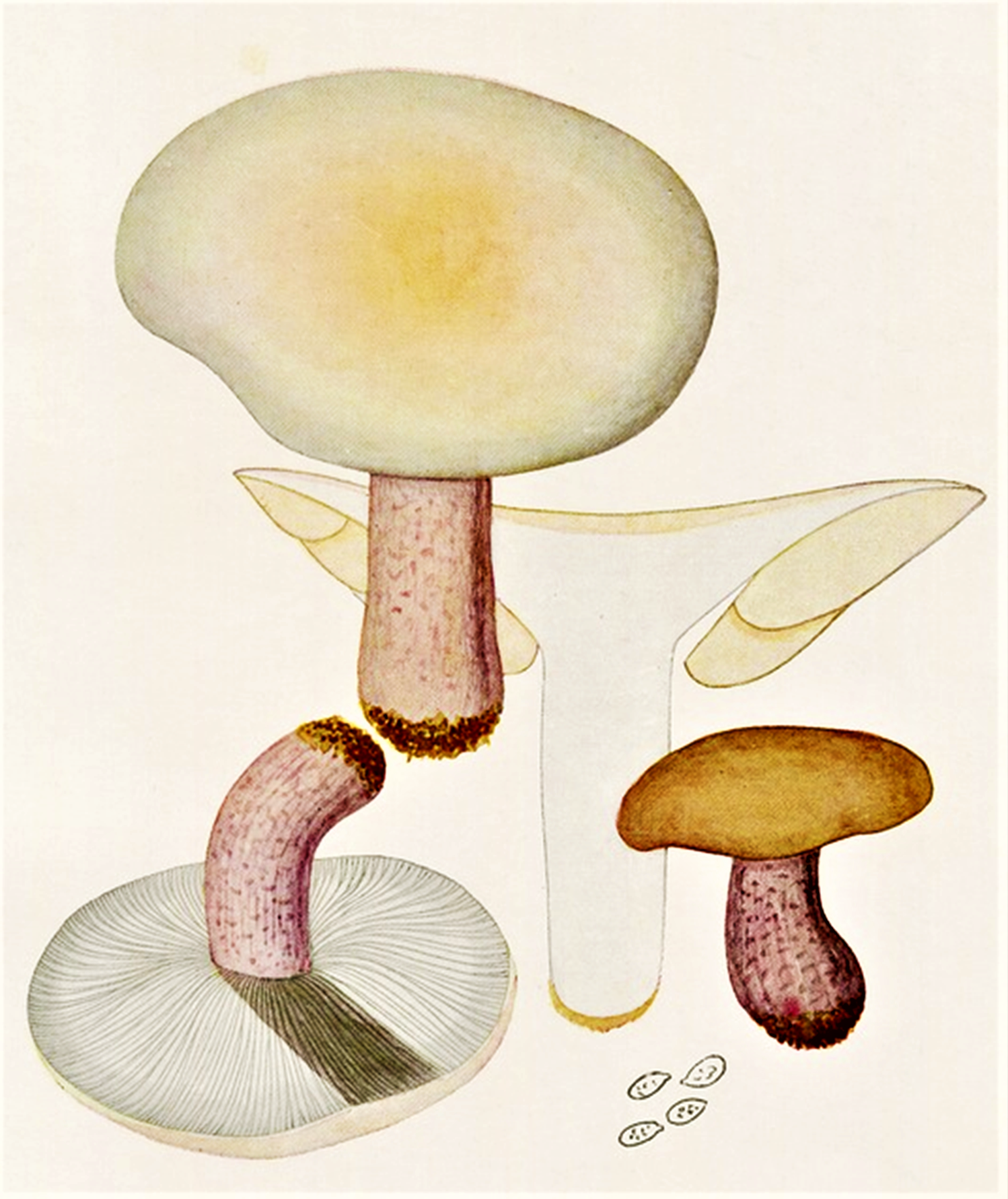
Illustration du pied-violet par Giacomo Bresadola, 1928.

Le pied-violet est décrit pour la première fois en 1799 par le naturaliste et illustrateur anglais Sowerby sous le nom d'Agaricus violaceus. Il est repris en 1818 par Fries comme Agaricus personatus, nom qui est considéré comme basionyme de l'espèce. En 1871, Kummer le transfère dans Tricholoma, alors que Cooke en fait un membre du nouveau genre Lepista. Les deux noms Tricholoma personatum et Lepista personata se font concurrence pendant de nombreuses années, mais c'est finalement le second qui est retenu comme légitime.
En 1960, le mycologue Cooke crée Lepista saeva, à partir d'une forme décrite par Fries en 1838, Agaricus personatus f. saevus. Ce nom est considéré comme un synonyme plus récent de Lepista personata.

## Description

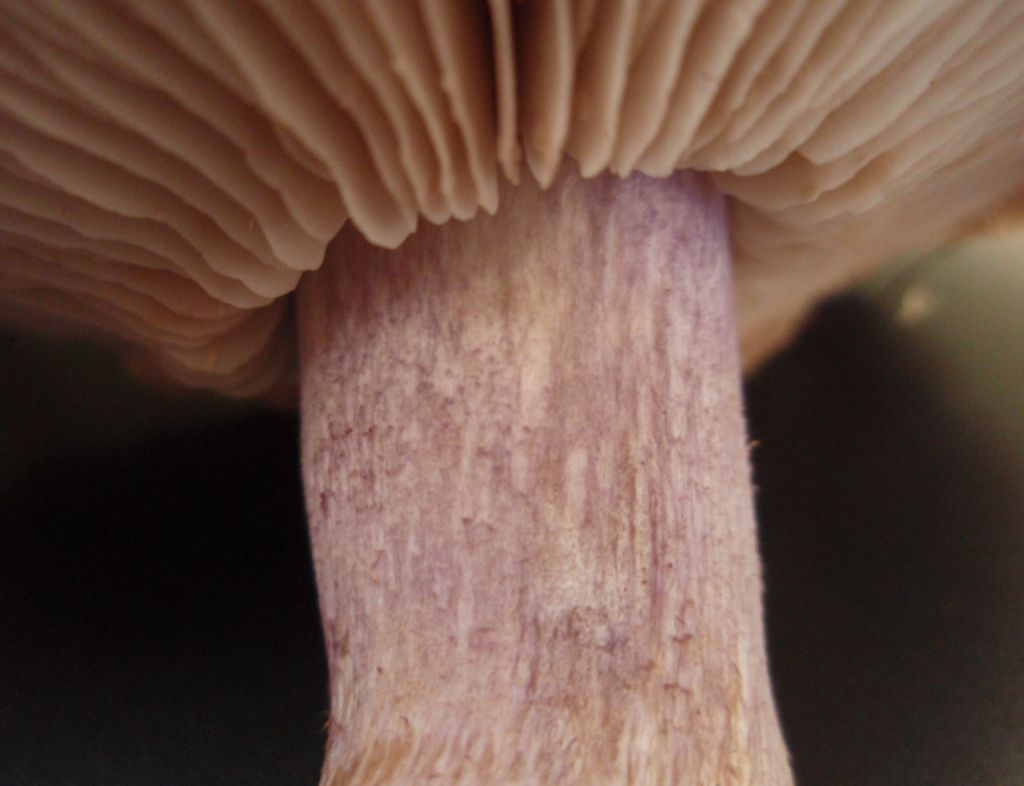
Les lames échancrées et le pied violet pelucheux.

Le chapeau est charnu, à l'aspect massif et peut atteindre 15 cm de diamètre. Il est d'abord globuleux, puis convexe et aplati. Sa surface est lisse et matte, de couleur beige ou café au lait, devenant gris-brun terne avec l'âge. Sa marge est délicatement ourlée et devient sinueuse sur le tard en se déroulant. Les lames sont minces, serrées et émarginées, plus pâles que le chapeau. Le stipe, épais et trapu, finement strié et pelucheux, est améthyste chez le champignon jeune, mais prend une teinte grisâtre en vieillissant. La chair est épaisse et blanchâtre ; elle a une saveur douce et une odeur fruitée à composante farineuse, qui devient désagréable avec l'âge. La sporée est rose pâle.

### Espèces proches
Le pied-violet est facile à reconnaître lorsque son pied est coloré de violet vif. Lorsqu'il se décolore, on peut le confondre avec d'autres espèces. Le pied-bleu (Lepista nuda) est assez semblable, mais son chapeau et ses lames sont bleus. Les deux champignons présentent également des similitudes avec la lépiste blanchâtre (Lepista glaucocana (it)), qui est plus pâle et dégage une odeur mentholée, et la lépiste sordide (Lepista sordida), dont le chapeau est nettement plus mince et laisse passer la lumière.
On peut également les confondre avec certains cortinaires violets, comme Cortinarius violaceus ou Cortinarius purpurascens, mais ces derniers ont une cortine et leurs sporées sont de couleur rouille. Tous ces champignons sont par ailleurs comestibles.

## Habitat et distribution
Le pied-violet pousse sur sol calcaire dans l'herbe des prés, des pâturages et des parcs, parfois en rond de sorcières. C'est un champignon d'arrière-saison, comme de nombreux tricholomes, que l'on rencontre de septembre à décembre.
Il est très commun par endroit, largement distribué dans toute l'Europe. On l'aurait aussi signalé en Californie.

## Comestibilité
Le pied-violet est un bon comestible, parfois jugé supérieur au pied-bleu car plus charnu. Il a aussi l'avantage d'apparaître à une saison où il n'y a pas d'autres champignons de valeur. Sa chair est ferme et parfumée, et il peut être préparé seul, en fricassée, ou en accompagnement des viandes blanches et rouges.